# Papa (Angel)
Pour les articles homonymes, voir Papa.
Papa est le 10e épisode de la saison 3 de la série télévisée Angel.

## Synopsis
Darla s'étant suicidée pour sauver leur fils, Angel se retrouve seul pour l'élever. Ce qui, pour un vampire en guerre contre le Mal, n'est pas une tâche aisée. Toute la bande a fort à faire car nombreux sont les démons ou organisations qui aimeraient mettre la main sur l'enfant de deux vampires. De son côté, Holtz est furieux, car Sahjhan ne lui avait pas dit qu'Angel a maintenant une âme et que Darla était enceinte. Après une petite mise au point, Holtz tue les démons que Sahjhan avait engagé pour les aider dans leur mission et dit qu'ils vont maintenant faire les choses à sa manière.
Holtz se met donc en quête de soldats prêts à mourir pour sa cause. C'est ainsi qu'il rencontre Justine Cooper, une jeune femme remplie de colère car sa sœur a eu la malchance de croiser la route d'un vampire. Lorne, qui a pris ses quartiers à l'hôtel Hyperion après la destruction du Caritas, découvre que l'hôtel est sous surveillance grâce à ses capacités. Toute la bande met un plan au point et Wolfram & Hart tombe dans le piège. Angel menace Linwood Murrow en lui disant que chaque blessure qu'aura à subir son fils, d'où qu'elle vienne, sera répercutée sur lui, s'assurant ainsi que Wolfram & Hart le protège de menaces extérieures. Il annonce ensuite à l'équipe qu'il a nommé son fils Connor.

## Statut particulier
Noel Murray, du site The A.V. Club, évoque un épisode plein d'action, très satisfaisant « à un niveau viscéral » et à l'intrigue bien conçue, qui continue à développer l'histoire « palpitante et thématiquement riche » entamée dans l'épisode précédent. Pour Ryan Bovay, du site Critically Touched, qui lui donne la note de C, l'épisode est réussi sur le plan de la thématique, « puissante et émotionnellement significative », mais son intrigue, sans être mauvaise, est « convenue » tandis que Wolfram & Hart paraît « pathétique » et que la fausse piste portant à croire qu'Angel pourrait trahir ses amis est « insultante » pour le téléspectateur averti.

## Distribution

### Acteurs crédités au générique
- David Boreanaz : Angel
- Charisma Carpenter : Cordelia Chase
- Alexis Denisof : Wesley Wyndam-Pryce
- J. August Richards : Charles Gunn
- Amy Acker : Winifred « Fred » Burkle

### Acteurs crédités en début d'épisode
- John Rubinstein : Linwood Murrow
- Andy Hallett : Lorne
- Stephanie Romanov : Lilah Morgan
- Daniel Dae Kim : Gavin Park
- Jack Conley : Sahjhan
- Laurel Holloman : Justine Cooper
- Keith Szarabajka : Daniel Holtz